# Lokomotiva 704.2

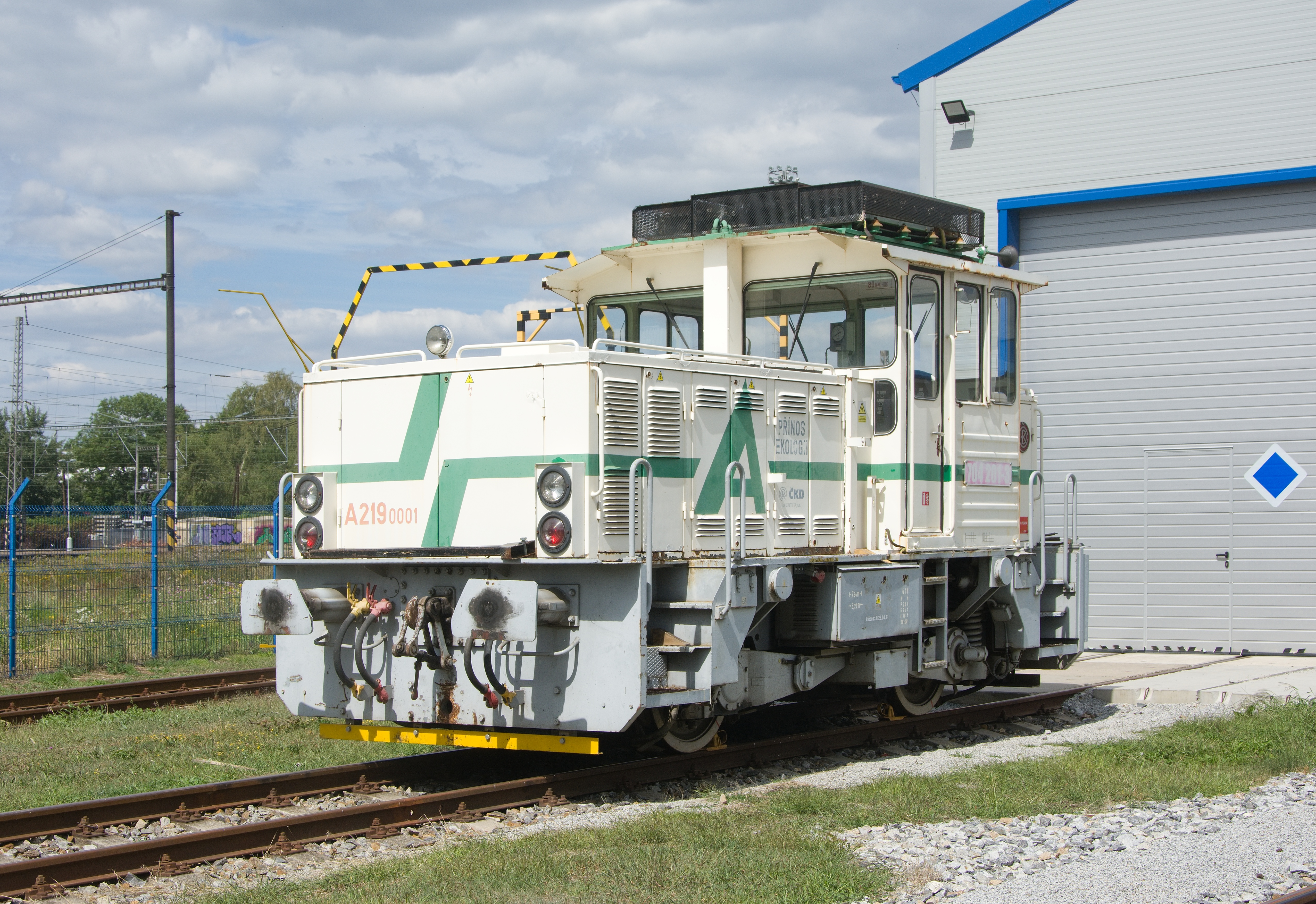
Lokomotiva v areálu CZ LOKO v Jihlavě v roce 2022

Lokomotiva řady 704.2 (ve starém označovacím systému A 219.0) je posunovací akumulátorová lokomotiva, vyrobená v roce 1993 firmou ČKD Lokomotivka na objednávku ÖBB. 
Lokomotiva vznikla s využitím částí dieselelektrické lokomotivy 704.5. Místo dieselagregátu do ní byla vestavěna akumulátorová baterie o kapacitě 192 kWh (640 V/300 Ah) a patřičná elektronika (regulace, napájení ze sítě 3×380 V/63 A, rekuperace, na střeše odporníky pro maření výkonu z elektrodynamické brzdy, který by přesáhl možnosti nabíjení).
Nárůst hmotnosti proti původní dieselelektrické lokomotivě byl dán hmotností baterie a protizávaží.
Lokomotiva prošla v roce 1993 testy při provozu v Táboře, kde byla schopna konkurovat lokomotivě 742.
Po ukončení zkoušek byla lokomotiva v letech 1999 až 2001 deponována v areálu ČKD Lokomotivka a po krachu mateřské firmy ČKD Dopravní systémy byla přesunuta do areálu zkrachovalé firmy v Praze-Zličíně. 18. května 2001 si lokomotivu odvezl nový majitel – slovenská společnost AM Tuning. Ta ji poté prodala do Maďarska firmě Mavex Rekord Kft. Lokomotiva se vrátila v roce 2011 do ČR a byla provozována v opravnách DYKO-Metrans v Kolíně. V roce 2015 se ukázala na okruhu v Cerhenicích, v březnu 2016 je již v CZ LOKO v Jihlavě.
Parametry:
- Hmotnost: 40 t
- Uspořádání dvojkolí: Bo
- Tažná síla: 103 kN při rozjezdu, 42 kN stálá
- Výkon 115 kW (rozjezd), 72 kW (jízda)
- Maximální rychlost: 60 km/h sama, 80 km/h ve vlaku